# Stern TV
stern TV ist ein deutsches Reportage-Magazin, das auf RTL ausgestrahlt wird.

## Geschichte
Die vermutlich erste stern-TV-Produktion überhaupt war 1967 Im Busch von Mexiko – Das Rätsel B. Traven unter der Regie von Jürgen Goslar mit Gerd Heidemann als Hauptdarsteller.
stern TV ist ein Reportagemagazin, das seit dem 4. April 1990 jeden Mittwoch von RTL live ausgestrahlt wird und sich unter anderem mit Ereignissen und Menschen beschäftigt, die in der Vorwoche wichtig waren. Die Fernsehsendung zeigt aktuelle Reportagen, Gespräche mit Gästen und einen kritischen Blick auf Skandale. Sendungsbeginn war lange Zeit um 22:15 Uhr. Vom 18. August 2021 bis zum 23. Juli 2025 startete stern tv um 22:35 Uhr nach dem Nachrichtenjournal RTL Direkt. Nach dessen Absetzung wurde der Sendestart wieder auf 22:15 Uhr zurückverlegt.
Aufsehen erregte die Sendung 1996 wegen der Ausstrahlung von Beiträgen des Journalisten Michael Born, die als gefälscht entlarvt wurden.
Am 18. Juli 2014 teilte RTL mit, dass alle von dctp produzierten Sendungen wegen eines Formfehlers der Niedersächsischen Landesmedienanstalt vorübergehend ausgesetzt wurden. Seit dem 28. Juli 2014 ist RTL wieder zur Ausstrahlung verpflichtet. Durch den Streit entfielen zwei voraufgezeichnete Sendungen.
Trotz des Sendeplatzes handelte es sich bei stern TV bis Juni 2018 um keine RTL-Sendung, sondern ebenso wie beispielsweise das Magazin Spiegel TV um eine Produktion im Rahmen einer Drittsendelizenz. Seit dem 1. Juli 2018 wird stern TV im Auftrag von RTL produziert. Zusätzlich zur von i&u TV produzierten Sendung wurde ab 2022 eine Sonntagsausgabe durch RTL News GmbH produziert. Seit 2025 wird diese auch durch i&u TV produziert.

## Moderation

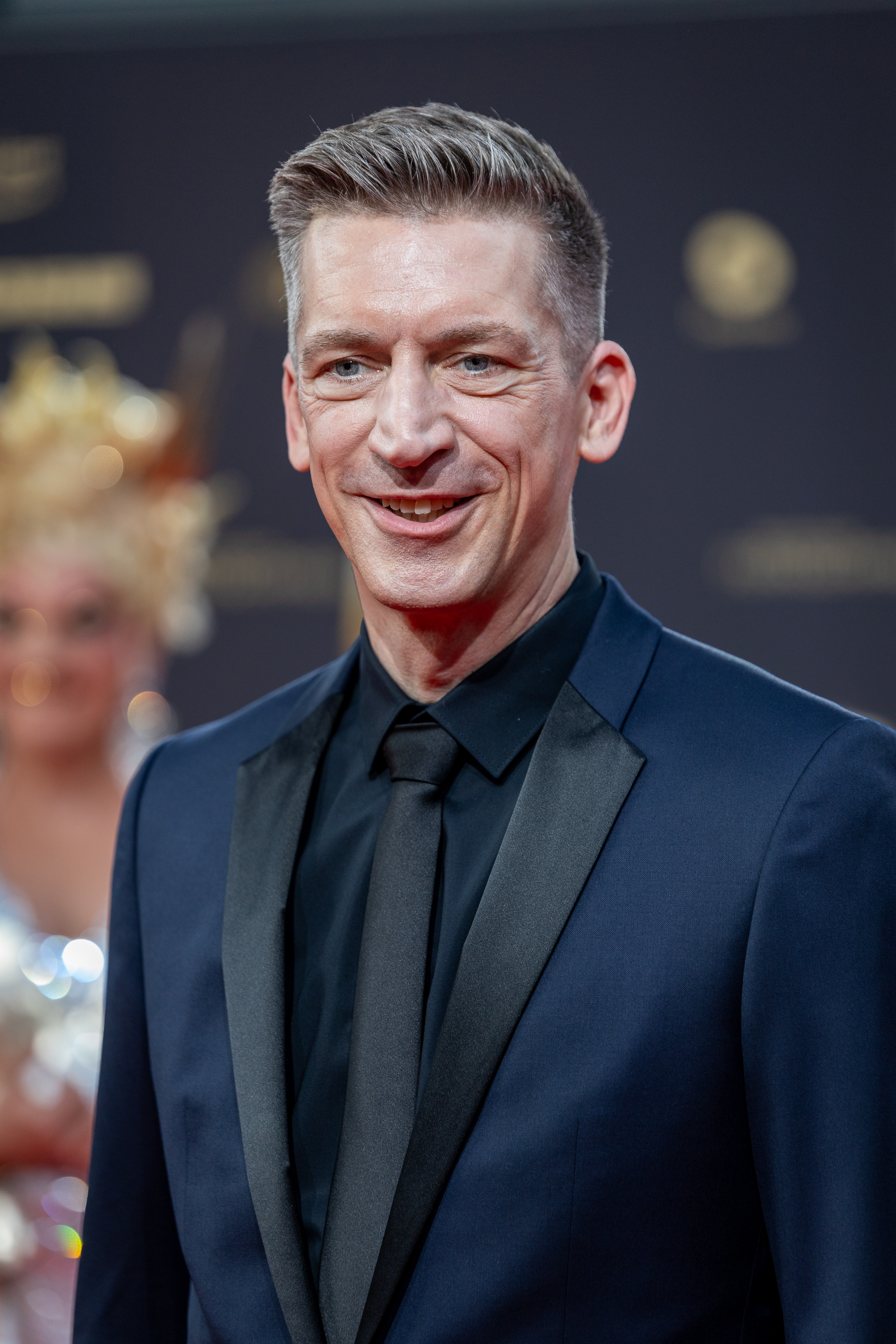
Moderator Steffen Hallaschka

Von 1990 bis 2011 moderierte Günther Jauch insgesamt 891 Ausgaben der Sendung. Zwischen 1990 und 1995 wurde Jauch zwischenzeitlich von Désirée Bethge, später von Amelie Fried vertreten. Seit dem 12. Januar 2011 wird die Sendung von Steffen Hallaschka moderiert, der Günther Jauch als Moderator nach fast 21 Jahren ablöste. Von 2018 bis 2022 moderierte Nazan Eckes als Krankheitsvertretung gelegentlich die Sendung. Durch die Sonntagsausgabe führte von 2022 bis 2024 Dieter Könnes, der vertretungsweise auch mittwochs zum Einsatz kommt. Seit Februar 2025 moderiert vorwiegend Hallschka die Sonntagsausgabe. Seit Januar 2023 moderiert zudem Mareile Höppner die Sendung in stellvertretender Funktion.
| Aktuelle Moderatoren  | Jahr(e)   | Bemerkung                                               | Quelle |
| --------------------- | --------- | ------------------------------------------------------- | ------ |
| Steffen Hallaschka    | seit 2011 | Anchorman, Moderator der Mittwochs- und Sonntagsausgabe | [ 10 ] |
| Dieter Könnes         | seit 2022 | Vertretung, Moderator der Sonntagsausgabe               | [ 8 ]  |
| Mareile Höppner       | seit 2023 | Vertretung, Moderatorin der Sonntagsausgabe             | [ 14 ] |
| Ehemalige Moderatoren |           |                                                         |        |
| Désirée Bethge        | 1990–1995 | Vertretung für Günther Jauch                            |        |
| Amelie Fried          | 1995–2005 | Vertretung für Günther Jauch                            |        |
| Günther Jauch         | 1990–2011 | Anchorman                                               |        |
| Thorsten Schorn       | 2011      | Moderation in Jauchs Abschiedssendung                   |        |
| Nazan Eckes           | 2018–2022 | Vertretung für Steffen Hallaschka                       | [ 11 ] |
| Frauke Ludowig        | 2022      | Moderation der Sonntagsausgabe                          | [ 15 ] |
| Nikolaus Blome        | 2022      | Moderation der Sonntagsausgabe                          | [ 15 ] |
| Pinar Atalay          | 2022      | Moderation einer Spezialausgabe                         | [ 16 ] |
| Marco Schreyl         | 2022      | Moderation einer Spezialausgabe                         | [ 16 ] |

## Ausstrahlung
stern TV erzielte anfangs Reichweiten von durchschnittlich drei Millionen Zuschauern und häufig Marktanteile von mehr als 20 Prozent. Mittlerweile sind die Quoten leicht rückläufig und bewegen sich meist im Bereich von 16 Prozent und zweieinhalb Millionen Zuschauern.
Die tausendste Sendung wurde am 7. März 2012 ausgestrahlt.
Am 16. Januar und 6. Februar 2022 sendete RTL erstmals eine zusätzliche Sonntagsausgabe, die von Frauke Ludowig und Nikolaus Blome moderiert wurde. Teil der Sendung war auch eine Neuauflage von Der heiße Stuhl. Seit dem 24. April 2022 wird die Ausstrahlung der Sonntagsausgabe wöchentlich weitergeführt, zunächst mit Dieter Könnes und Mareile Höppner als wechselnde Moderatoren, mittlerweile moderiert auch auf diesem Sendeplatz in der Regel Steffen Hallaschka. Die Sendung wurde bis 2024 von RTL News GmbH produziert, seit 2025 übernimmt dies i&u TV. Während der Übertragungen der Spiele der National Football League pausiert die Sonntagsausgabe.
Am 21. April 2022 wurde eine vierstündige Spezialausgabe mit dem Titel Wie arbeitet Deutschland? ausgestrahlt, welche von Pinar Atalay und Marco Schreyl moderiert wurde.

## Produktion
Die ersten Folgen von stern TV wurden, damals noch ohne Publikum, in den Voss TV Studios in Düsseldorf live produziert. Aus Platzgründen, aber auch für das Publikum in der Sendung, wird nun aus dem Studio 6 von Nobeo in Hürth bei Köln gesendet. Das Fernsehstudio bietet Platz für 150 Zuschauer. In der Sendung vom 6. Januar 2016 gab Moderator Steffen Hallaschka bekannt, dass ab dem 13. Januar 2016 aus einer neuen Studiokulisse gesendet wird.
Mittlerweile wird stern TV von Günther Jauchs ehemaliger Firma i&u TV produziert, ebenso wie die auf VOX ausgestrahlte stern TV Reportage. Langjährige Off-Stimmen beider Sendungen sind unter anderem Stefan Naas, Matthias Haase, Gerd Alzen und Biggi Wanninger. Bekannte Reporter der Sendung sind Thorsten Schorn und Hinrich Lührssen, der seit vielen Jahren regelmäßig in seinen Reihen Werbung beim Wort genommen und Stern der Woche zu sehen ist. 2010 arbeiteten für die Sendung gut 20 Redakteure, die auch über die Website eingereichte Vorschläge von Zuschauern entgegennehmen. Seit 2021 werden auch während der Sendung Zuschauerbefragungen durchgeführt und andere interaktive Elemente per QR-Code in die Sendung integriert. Der IT-Experte Tobias Schrödel wertet diese regelmäßig für die Zuschauer verständlich aus. Regisseur von stern TV ist in der Regel Volker Weicker.

## Kritik
Seit 1994 produziert stern TV regelmäßig Beiträge über eine Familie Ritter aus Köthen in Sachsen-Anhalt. In der Darstellung durch stern TV stehen Kriminalität, Rechtsextremismus, Alkoholmissbrauch und prekäre Lebensweise im Vordergrund. Regelmäßig wird dabei über die Mutter der Familie, Karin Ritter (1954–2021), und ihre vier Söhne berichtet. Die Söhne Andy und Norman verstarben 2023 bzw. 2025 im Alter von 39 bzw. 40 Jahren. Neben stern TV nutzten auch YouTuber die Familie für ihre Videos, welche im Internet Gegenstand von Memes und Parodien wurde. Den Zuschauern auf YouTube ging es laut Spiegel Online allerdings „weniger um die rassistischen und neonazistischen Aussagen, mehr darum, sich über diese Charaktere zu erheben und lustig zu machen“. Medienjournalisten kritisierten an den Beiträgen von stern TV über die Familie unter anderem den Armuts-Voyeurismus unter dem Deckmantel von Sozialreportagen, sowie die oberflächliche und teils makabre Sensationsberichterstattung, für die die Familie keine Honorare erhielt.